# 유퉁
유퉁(본명: 유순, 1957년 6월 12일 ~ )은 대한민국의 배우이다.

## 주요 이력
1977년 연극배우 첫 데뷔하였고 이후 2002년 KBS TV 단막극 《드라마 시티》와 이듬해 2003년 영화 《조폭 마누라 2》에 우정출연을 마지막으로 10년이 넘는 시기를 연예 분야 관련 활동을 멈춘 소위 '휴업배우'로서, 작품이 아닌 결혼 소식으로 그의 이름을 알리고 있다. 2017년 3월 12일 경남 양산에서 사실혼 관계였던 몽골인 여성 모이(잉크아물땅 뭉크자르갈) 씨와 여덟 번째 결혼식을 올렸다. 그리고 다시 이혼하여 총 8회 이혼을 하게 되었다.

## 학력
- 금정고등학교
- 울산대학교 병설 공업전문대학
- 대구예술대학교 미술학과

## 일화
무명시절이었던 1984년에 그는 야구경기를 관람하러 사직구장에 갔다가 음주와 싸움이 벌어지는 것을 보고 충격을 받아 응원단장을 자청했다고 하며 롯데 자이언츠의 사설 응원단장으로 활약하기도 하였다. 이후 이 사설 응원단장 문화는 한국 프로야구의 구단 전속 응원단장이 생기는 계기가 되었다.

## 사건
- 1997년 5월 2일 유퉁은 차안에서 2차례 대마초를 피운 혐의로 자신의 운전사와 함께 입건되었다.[5]
- 2013년 5월 23일에도 같은 혐의(대마초)로 구속됐다.[6]
- 그 뒤 2013년 6월 27일에 징역 8월 집행유예 2년(추징금 1만 4,000원)을 선고받고 풀려났다.

## 출연작

### 영화
- 《이장호의 외인구단 2》 (1988년)
- 《그들도 우리처럼》 (1990년)
- 《맨발에서 벤츠까지》 (1991년)
- 《머저리와 도둑놈》 (1992년)
- 《키스도 못하는 남자》 (1994년)
- 《도둑과 시인》 (1995년)
- 《3인조》
- 《인연》
- 《블랙잭》
- 《꽃을 든 남자》
- 《미스터 콘돔》 (1997년)
- 《죽이는 이야기》
- 《짱》 (1998년)
- 《자귀모》 (1999년)
- 《조폭 마누라 2 - 돌아온 전설》 (2003년)

### 드라마
- 《또래와 뚜리》 (MBC)
- 《꼴찌 수색대》 (MBC)
- 《대원군》 (MBC)
- 《우리들의 천국》 (MBC)
- 《까치 며느리》 (MBC)
- 《적색지대》 (KBS, 1992)
- 《한지붕 세가족》 (MBC)
- 《전원일기》 (MBC)
- 《로망스》 (MBC)
- 《드라마게임 - 비오는 날의 방문객》 (KBS 2TV)
- 《영웅일기》 (SBS)

### 시트콤
- 《연인들》 (MBC) - 카메오

### 예능
- 《가족오락관》 (2003년)

### 라디오 프로그램
- 《백팔가요》(불교방송)

### 공연
- 연극 《미친 놈 헷소리》
- 마당놀이 《학생부군신위》